# St. Michael (Weißenbronn)

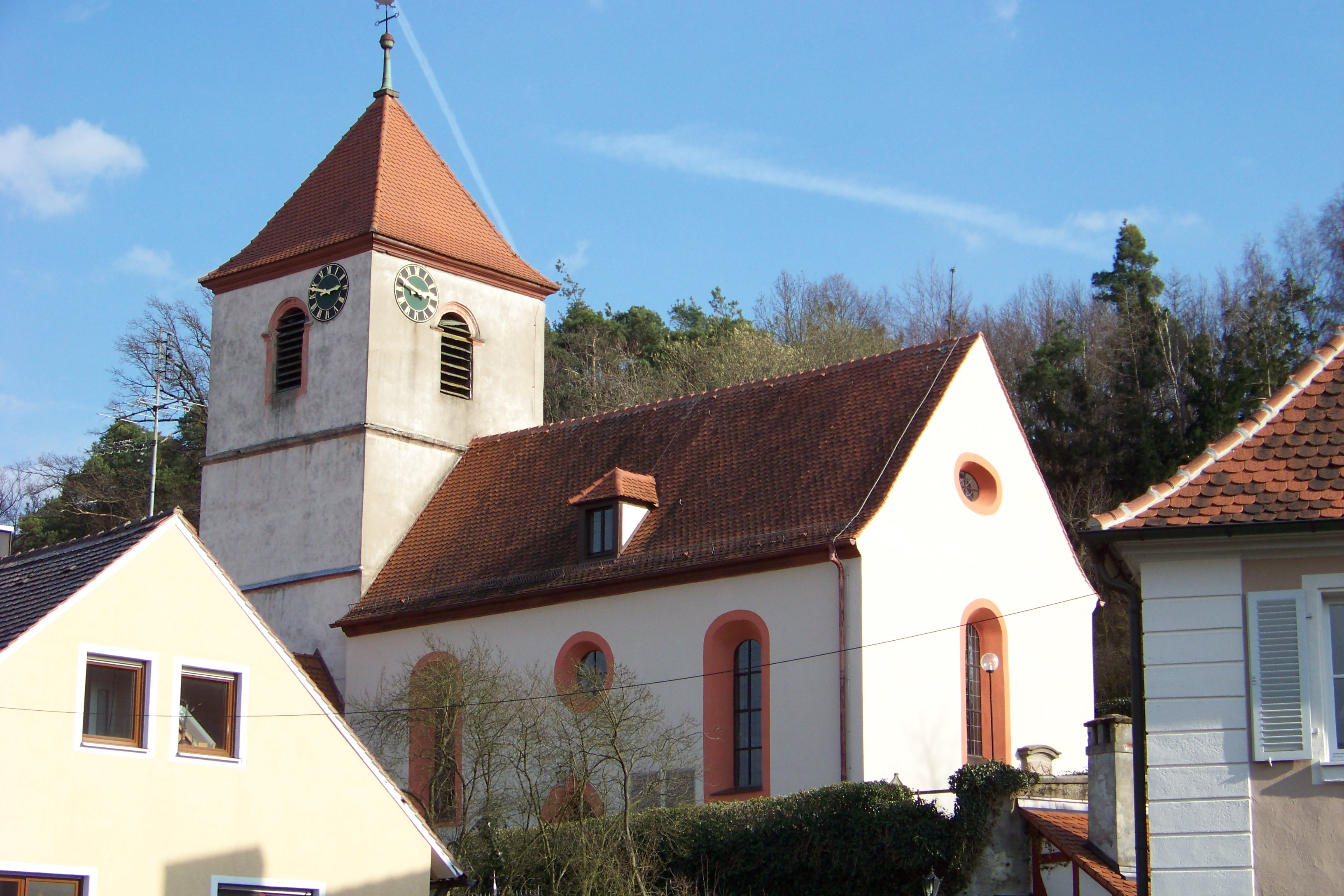
St. Michael in Weißenbronn

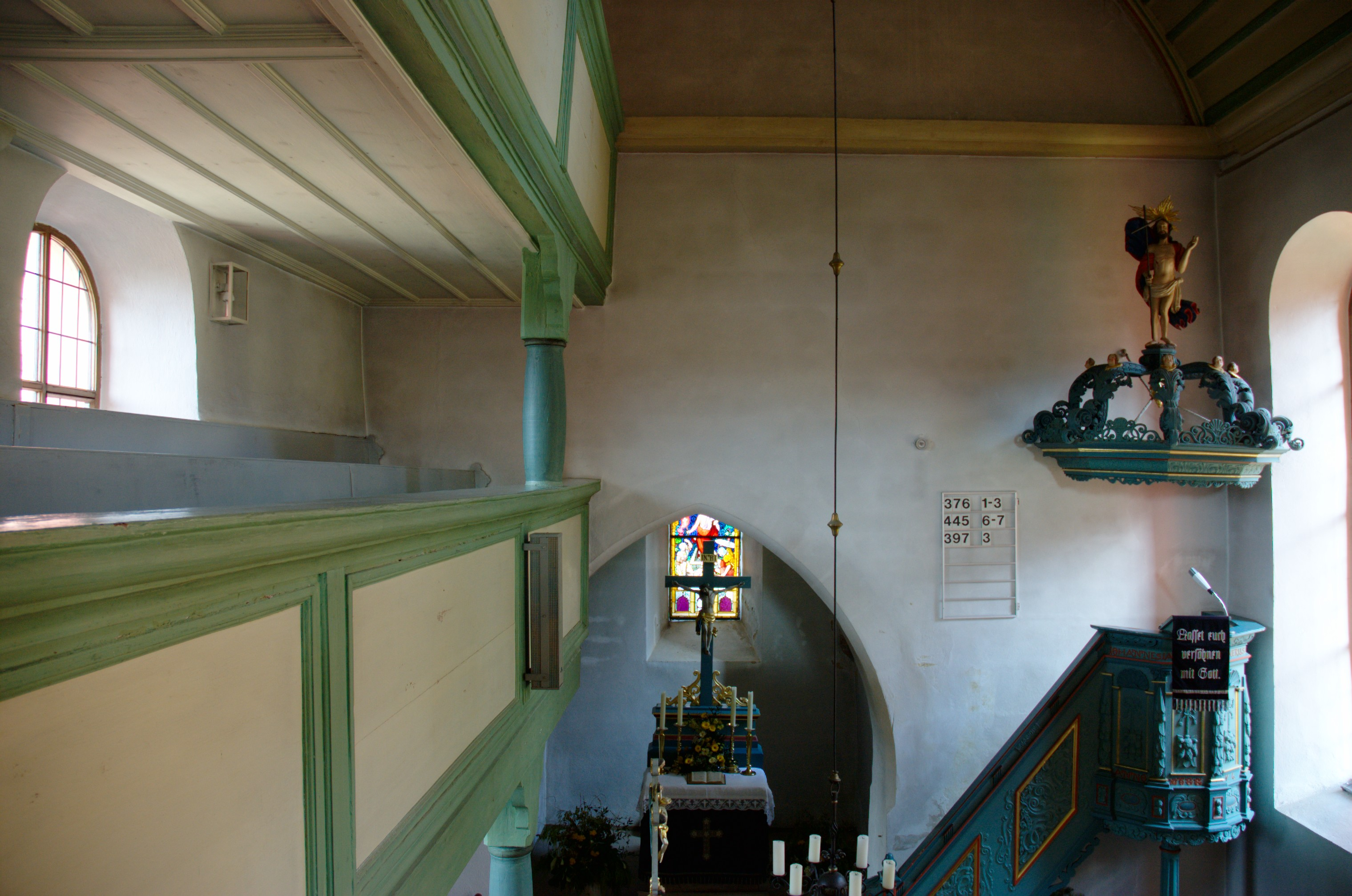
Innenausstattung der St.-Michaels-Kirche

St. Michael ist eine nach dem Erzengel Michael benannte Kirche der evangelisch-lutherischen Kirchengemeinde Weißenbronn im Dekanat Windsbach.

## Geschichte
Erstmals namentlich erwähnt wurde die Kirche am 20. Oktober 1337 in einem Breve des Papstes Benedikt XII., mit dem sie dem Erzengel Michael geweiht wurde. Aus dieser Zeit stammt der Chorturm. Eine Glocke in diesem Turm stammt sogar aus dem Jahr 1295, sie ist damit eine der ältesten Glocken in der Gegend.
Unter Pfarrer Hans Keim (ab 1501) wurde der Schwibbogen des Chors erhöht und das Beinhaus hinter die Kirche verlegt.
Es wurden eine silberne Patene und ein silberner Kelch mit einem Fuß aus Kupfer angeschafft und Schnitzbilder für den Altar gefertigt, vermutlich von demselben Meister aus Nördlingen, der die Schnitzbilder auf dem Peter- und Paulsaltar in Heilsbronn gefertigt hatte. 1711 wurde ein drittes Turmgeschoss erbaut, 1716 erfolgte ein umfassender Kirchenumbau im barocken Stil (Verlängerung, Erhöhung und Neueinwölbung des Saales, Emporeneinbauten und Fenstervergrößerung, Ausstattung), bei der auch Ziegel und Steine der verfallenen St.-Stefans-Kirche von Wollersdorf verbaut wurden.
Das Glasgemälde im Chor, das die Auferstehung Jesu Christi zeigt, stammt aus dem Jahr 1891. 1899 wurden die Fenster nochmals vergrößert. Größere Kirchenrenovierungen erfolgten 1865, 1911 und zuletzt von 1970 bis 1972.

## Geistliche
- Pfarrer Friedrich (?–1501)
- Hans Keim (1501–1525)
- Sebastian Wagner (1525–?)
- Ulrich Prunner
- Ulrich Reisacker
- Johann Winkler
- P. Kolb (um 1548)
- Pfarrers Schopp (?–1567)
- Johann Hausecker (1567–1569)
- Konrad Stillkraut (1569–?)
- Johann Redlein (Ende 16. Jahrhundert)
- Caspar Heinrich Ihring (1633–1640)
- Pfarrer Zach (?–1648)
- Konrad Renner (1650–?)
- Pfarrer Dürr (Ende 17. Jahrhundert)
- Christoph Heinrich Friedrich Seufferheld (1839–1872)
- Christian und Elisabeth Franz (Ende der 1980er)
- Günther Brendle-Behnisch
- Hans Schlumberger
- Ulrike Fischer (2023 – derzeitige Pfarrerin)

## Kirchengemeinde
Ursprünglich war St. Michael eine Filiale von St. Stefan in Wollersdorf, gegen Ende des 15. Jahrhunderts wurde die Gemeinde selbstständig.
Zur Pfarrei St. Michael gehör(t)en die Orte Aich (seit 1818 auch die sogenannte „Winterseite“ des Ortes), Berghof (bis 1833), Betzmannsdorf, Birkenhof (bis 1808), Geichsenhof (bis 1834), Geichsenmühle (bis 1834), Hammerschmiede, Jakobsruh (bis 1897), Mausendorf (ab 1545), Mausenmühle (ab 1545), Moosbach (1545–1603), Neuses bei Windsbach (1545–1603), Reuth (1549–1848), Schönbühl (bis 1833), Steinhof (ab 1808), Steinmühle (ab 1808), Trachenhöfstatt (ab 1821), Triebendorf, Watzendorf (1545–1812), Weißenbronn, Wollersdorf (1500–1812) und Ziegelhütte (bis 1833).
Mit derzeit (Stand: 2009) 637 Mitgliedern ist Weißenbronn die kleinste Pfarrei im Dekanat. Seit 2007 besteht das Projekt „Die drei Klostergemeinden“, in dem die Pfarreien St. Michael, St. Johannes in Bürglein und St. Marien und St. Jakobus in Heilsbronn kooperieren.
Zu der Kirchengemeinde gehört auch eine im Jahr 1901 gestiftete Kapelle in Aich.